# Kanton Tilly-sur-Seulles
Kanton Tilly-sur-Seulles (fr. Canton de Tilly-sur-Seulles) byl francouzský kanton v departementu Calvados v regionu Dolní Normandie. Skládal se z 22 obcí, zrušen byl v roce 2015.

## Obce kantonu
- Audrieu
- Bretteville-l'Orgueilleuse
- Brouay
- Carcagny
- Cheux
- Cristot
- Ducy-Sainte-Marguerite
- Fontenay-le-Pesnel
- Grainville-sur-Odon
- Juvigny-sur-Seulles
- Loucelles
- Le Mesnil-Patry
- Mondrainville
- Mouen
- Putot-en-Bessin
- Rots
- Sainte-Croix-Grand-Tonne
- Saint-Manvieu-Norrey
- Saint-Vaast-sur-Seulles
- Tessel
- Tilly-sur-Seulles
- Vendes